# Zmarli w styczniu 2023

## Styczeń 2023
- 31 stycznia
  - Cleonice Berardinelli – brazylijski pisarz[1]
  - Shanti Bhushan – indyjski polityk, minister sprawiedliwości (1977–1979)[2]
  - Jerzy Bula – polski lekkoatleta specjalizujący się w rzucie oszczepem[3]
  - Wasilij Czernow – radziecki i rosyjski działacz partyjny, sekretarz Workuckiego Komitetu Miejskiego KPZR, Honorowy Obywatel Workuty[4][5]
  - Anna Czerwińska – polska alpinistka i himalaistka, zdobywczyni sześciu ośmiotysięczników i Korony Ziemi[6]
  - Errol Dixon – brytyjski wokalista i pianista bluesowy pochodzenia jamajskiego[7]
  - Jan Kudra – polski kolarz szosowy, olimpijczyk z Tokio (1964), dwukrotny zwycięzca Tour de Pologne[8]
  - Jerzy Kwaśniewski – polski socjolog[9]
  - Kadriye Nurmambet – należąca do mniejszości krymskotatarskiej rumuńska piosenkarka ludowa, folklorystka[10]
  - Charlie Thomas – amerykański piosenkarz R&B[11]
  - Wiesław Urbański – polski działacz opozycji antykomunistycznej w okresie PRL[12]
- 30 stycznia
  - Wiktor Agiejew – rosyjski piłkarz wodny[13]
  - Mieczysław Gmiter – polski samorządowiec, burmistrz Hajnówki (1990–1992)[14]
  - Ryszard Gryglewski – polski lekarz, specjalista w dziedzinie farmakologii[15]
  - Bobby Hull – kanadyjski hokeista[16]
  - Dariusz Mączka – polski fizyk, prof. dr hab.[17]
  - Gerald Mortag – niemiecki kolarz szosowy i torowy[18]
  - Maria Teresa Nowakowska – polska lekarka i działaczka samorządowa, Honorowa Obywatelka Drzewicy[19][20]
  - Félix Sienra – urugwajski żeglarz, najdłużej żyjący olimpijczyk w historii[21]
  - Witold Szymczyk – polski dziennikarz, działacz partyjny[22]
- 29 stycznia
  - Vito Chimenti – włoski piłkarz i trener[23]
  - Wadym Dobyża – ukraiński piłkarz, trener[24]
  - Krister Kristensson – szwedzki piłkarz[25]
  - Heddy Lester – holenderska piosenkarka i aktorka[26]
  - Zofia Majewska – polski geofizyk, dr hab.[27]
  - Janusz Malak – polski językoznawca, dr hab.[28]
  - Hazel McCallion – kanadyjski polityk, burmistrz Mississauga[29]
  - Adama Niane – francuski aktor[30]
  - Omer Oručević – jugosłowiański i bośniacki piłkarz[31]
  - Dmytro Pawłyczko – ukraiński poeta, tłumacz, krytyk literacki, polityk, dyplomata[32]
  - George R. Robertson – amerykański aktor[33]
  - Kyle Smaine – amerykański narciarz dowolny[34]
  - Gabriel Tacchino – francuski pianista klasyczny[35]
  - Piotr Waśko – polski samorządowiec, polityk, poseł na Sejm RP[36]
  - Annie Wersching – amerykańska aktorka[37]
- 28 stycznia
  - Odd Børre – norweski piosenkarz[38][39][40]
  - Gérard Caillaud – francuski aktor i reżyser[41]
  - Viola Léger – kanadyjska aktorka i polityk[42]
  - Lisa Loring – amerykańska aktorka[43]
  - Wiaczesław Nazaruk – rosyjski ilustrator, twórca i scenograf filmów animowanych[44]
  - Hermann Specht – niemiecki samorządowiec, burmistrz Gehrde, Honorowy Obywatel gminy Widuchowa[45][46]
  - Barrett Strong – amerykański piosenkarz, autor tekstów[47]
  - Jaroslav Šedivý – czeski historyk, dysydent, dyplomata, polityk, minister spraw zagranicznych (1997–1998)[48]
  - Carlo Tavecchio – włoski działacz piłkarski[49]
  - Xavier Rubert de Ventós – hiszpański filozof, pisarz, polityk, eurodeputowany (1986–1994)[50]
  - Tom Verlaine – amerykański wokalista, gitarzysta, kompozytor, autor tekstów, członek zespołów The Neon Boys i Television[51]
  - Waldemar Wawrzyniak – polski architekt, dr hab. inż.[52][53]
- 27 stycznia
  - Albert Almanza – meksykański koszykarz, olimpijczyk (1960,1964)[54]
  - Raúl Calandra – argentyński aktor[55]
  - Pietro Forquet – włoski brydżysta[56]
  - Dan Gashi – kosowski malarz i poeta[57]
  - Gregory Allen Howard – amerykański producent filmowy[58]
  - Aleksander Krawczuk – polski historyk starożytności i eseista, w latach 1986–1989 minister kultury i sztuki, poseł na Sejm I i II kadencji[59]
  - Alfred Leslie – amerykański malarz, reżyser filmowy[60]
  - Danyło Muraszko – ukraiński pilot wojskowy, Bohater Ukrainy[61]
  - Michaił Mustygin – rosyjski piłkarz[62]
  - Wojciech Narębski – polski geolog, żołnierz 2 Korpusu Polskiego, podpułkownik Wojska Polskiego w stanie spoczynku[63]
  - Saša Petrović – bośniacki aktor[64]
  - Sylvia Syms – brytyjska aktorka[65]
  - Izaak Trachtenberg – radziecki i ukraiński naukowiec, toksykolog, profesor[66]
  - Donald Trelford – brytyjski dziennikarz[67]
  - Zbigniew Wróblewski – polski gitarzysta, współzałożyciel i członek zespołu Vader[68]
- 26 stycznia
  - Leszek Dorosz – polski samorządowiec, burmistrz Międzyzdrojów (2006–2018)[69]
  - Artur Gruber – polski żołnierz w czasie II wojny światowej, kawaler orderów[70]
  - Attilio Labis – francuski baletmistrz[71]
  - Jessie Lemonier – amerykański zawodnik footballu amerykańskiego[72]
  - Eduard Łobau – białoruski opozycjonista, więzień sumienia, ochotnik w trakcie wojny na Ukrainie[73]
  - Keith Thomson – nowozelandzki hokeista na trawie, reprezentant kraju[74]
- 25 stycznia
  - Wolfgang Altenburg – niemiecki generał[75]
  - Hermann Breuer – niemiecki muzyk jazzowy[76]
  - Claudio Da Passano – argentyński aktor[77]
  - Franciszek Jamroż – polski działacz związkowy i samorządowy, prezydent Gdańska (1991–1994)[78]
  - Zbigniew Andrzej Judycki – polski dziennikarz, publicysta i historyk, prof. dr hab.[79]
  - Shantabai Kamble – indyjski pisarz[80]
  - Roger Louret – francuski aktor[81]
  - Gayane Martirosian – armeńsko-polska wykładowczyni akademicka, mikrobiolog, prof. dr hab.[82]
  - Günter Stössel – niemiecki poeta i artysta kabaretowy[83]
  - Jan Witold Suliga – polski antropolog, pisarz i tarocista, dyrektor Państwowego Muzeum Etnograficznego w Warszawie[84]
  - Cindy Williams – amerykańska aktorka[85]
  - Tadeusz Zawodziński – polski fotoreporter[86]
- 24 stycznia
  - Zaza Aleksidze – gruziński lingwista i historyk[87]
  - Adam Barański – polski dziennikarz[88]
  - Santo Bellina – włoski aktor[89]
  - Giampaolo Farci – włoski hokeista na trawie, olimpijczyk z 1960[90]
  - Henryk Karkosza – polski działacz opozycyjny w PRL, wydawca publikacji drugiego obiegu[91][92]
  - Lance Kerwin – amerykański pisarz[93]
  - Paweł Lipszyc – polski anglista, tłumacz i redaktor[94]
  - Pietro Nuti – włoski aktor[95]
  - Pantelejmon – grecki biskup prawosławny, metropolita Belgii[96]
  - Józef Portacha – polski specjalista w zakresie modelowania i optymalizacji siłowni cieplnych, prof. dr hab. inż.[97]
  - Héctor Rey – portorykański piosenkarz salsy[98]
  - Tomasz Stoppa – polski działacz opozycji antykomunistycznej w okresie PRL[99]
- 23 stycznia
  - Patrizio Bilio – włoski piłkarz i trener[100]
  - Álvaro Colom – gwatemalski polityk, prezydent Gwatemali (2008–2012)[101]
  - Janusz Janiak – polski kolarz szosowy, reprezentant Polski[102]
  - Eugenio Martin – hiszpański reżyser i scenarzysta[103]
  - Andrzej Lizoń – polski konstruktor, uczestnik wypraw na Spitsbergen[104]
  - Helena Miziniak – polski działaczka emigracyjna i polonijna, prezydent Europejskiej Unii Wspólnot Polonijnych[105]
  - E. Ramdoss – indyjski reżyser i aktor[106]
  - Albert Russell – amerykański organista i dyrygent chórów[107]
  - Krzysztof Siuda – polski biolog, prof. dr hab.[108]
  - Carol Sloane – amerykańska piosenkarka jazzowa[109]
  - Top Topham – brytyjski gitarzysta, członek The Yardbirds[110]
  - Julian Wyszomirski – polski działacz kombatancki, uczestnik powstania warszawskiego[111]
- 22 stycznia
  - Easley Blackwood – amerykański pianista, kompozytor[112]
  - Matthew Clark – amerykański duchowny rzymskokatolicki, biskup Rochester (1979–2012)[113]
  - Stanisław Fedyk – polski biolog, prof. dr hab.[114]
  - Krzysztof Łukawski – polski chirurg[115]
  - Darío Jara Saguier – paragwajski piłkarz, trener[116]
  - Mario Pupella – włoski aktor i reżyser[117]
  - Leonard Runkiewicz – polski inżynier budownictwa, prof. dr hab.[118]
  - Hosejn Szahabi – irański reżyser i scenarzysta filmowy[119]
  - Bernd Uhl – niemiecki duchowny rzymskokatolicki, biskup pomocniczy Fryburga (2001–2018)[120]
  - Agustí Villaronga – hiszpański reżyser i scenarzysta filmowy[121]
  - Stanisław Waszczyński – polski duchowny rzymskokatolicki, filozof, teolog[122]
  - Nikos Xantopulos – grecki aktor i piosenkarz[123]
- 21 stycznia
  - Georges Banu – francuski badacz i znawca teatru[124]
  - B.G., the Prince of Rap – amerykański raper[125]
  - Errikos Andreu – grecki reżyser filmowy[126]
  - Ritt Bjerregaard – duńska historyk, polityk, komisarz europejski (1995–1999), burmistrz Kopenhagi (2006–2010)[127]
  - Linda Kasabian – amerykańska przestępczyni, członkini Rodziny Charlesa Mansona, główny świadek w procesie grupy oskarżonej o pięć morderstw w willi Romana Polańskiego[128]
  - Mlađen Kovačević – serbski ekonomista, prof. dr hab.[129]
  - Na Chul – południowokoreański aktor[130]
  - Mary O’Sullivan – irlandzka zakonnica[131]
  - Marek Plura – polski psychoterapeuta, działacz społeczny, polityk, poseł na Sejm i senator RP[132]
  - Barbara Radecka – polska aktorka[133]
  - Bill Schonely – amerykański komentator sportowy[134]
  - Włodzimierz Sroka – polski ekonomista, wykładowca akademicki[135]
- 20 stycznia
  - Eleana Apergi – grecka aktorka[136]
  - Sal Bando – amerykański baseballista[137],
  - Krzysztof Biskupski – polski koszykarz[138]
  - Jerry Blavat – amerykański prezenter radiowy[139]
  - Stella Chiweshe – zimbabweńska piosenkarka i muzyk ludowy grająca na zanzie[140]
  - Grigorij Kanowicz – litewski pisarz, poeta, publicysta[141]
  - Wiesław Łucjanek – polski wykładowca akademicki, doc. dr inż., kawaler orderów[142][143]
  - Michael Moussa-Adamo – gaboński polityk, dyplomata, ambasador Gabonu w USA (2011–2020), minister spraw zagranicznych (2022–2023)[144]
  - Tadeusz Oleksy – polski górnik, działacz opozycji antykomunistycznej w okresie PRL[145]
  - Karol Piasecki – polski antropolog, prof. dr hab.[146]
- 19 stycznia
  - Anna Kowalewska – polski pedagog i wirusolog,  dr hab. n. społ., dr n. med.[147]
  - Gilles Beyer – francuski trener łyżwiarstwa figurowego, bohater afery pedofilskiej[148][149]
  - Norbert Sattler – austriacki kajakarz górski[150]
  - David Sutherland – szkocki ilustrator i autor komiksów[151]
  - Witold Szczepan – polski operator telewizyjny[152]
  - Kristina Taberyová – czeska reżyserka teatralna[153]
  - Jos Van Riel – belgijski piłkarz[154]
  - Anton Walkes – angielski piłkarz, zawodnik Charlotte FC[155]
  - Janusz Wierzyński – polski malarz, grafik, rzeźbiarz, twórca sztuki użytkowej[156]
- 18 stycznia
  - David Crosby – amerykański wokalista rockowy i folkowy, członek zespołów: The Byrds i Crosby, Stills and Nash[157]
  - Stefan Czyżewski – polski operator filmowy, wykładowca akademicki[158][159]
  - Clytus Gottwald – niemiecki muzykolog, dyrygent chóralny, kompozytor[160]
  - Bogdan Górny – polski muzyk, popularyzator gwary wielkopolskiej, założyciel i członek Kapeli „Zza Winkla”[161][162]
  - Jewhenij Jenin – ukraiński urzędnik państwowy, I wiceminister spraw wewnętrznych Ukrainy (2021–2023)[163]
  - Vitalija Katunskytė – litewska piosenkarka[164]
  - Ivan Kordić – bośniacki dziennikarz i pisarz[165]
  - Jurij Łubkowycz – ukraiński urzędnik państwowy, sekretarz stanu w ministerstwie spraw wewnętrznych Ukrainy (2021–2023)[163]
  - Denys Monastyrski – ukraiński polityk, minister spraw wewnętrznych (2021–2023)[166]
  - John Williams Ntwali – rwandyjski dziennikarz śledczy[167]
  - Leopold Potesil – austriacki bokser[168]
  - Víctor Rasgado – meksykański kompozytor[169]
  - Myrosław Symczycz – ukraiński działacz niepodległościowy i nacjonalistyczny, kapitan UPA, więzień sowieckich łagrów,  Bohater Ukrainy[170]
  - Adam Zaleski – polski chemik, działacz społeczny[171]
  - Marcel Zanini – francuski klarnecista jazzowy pochodzenia tureckiego[172]
- 17 stycznia
  - John Bura – amerykański duchowny Kościoła katolickiego obrządku bizantyjsko-ukraińskiego, biskup[173]
  - Leszek Burek – polski sędzia siatkarski[174]
  - Van Conner – amerykański basista rockowy, członek zespołu Screaming Trees[175]
  - Teodor Corban – rumuński aktor[176]
  - Manana Doidżaszwili – gruzińska pianistka[177]
  - Andrzej Dudziński – polski rysownik, grafik, malarz, karykaturzysta[178]
  - Chris Ford – amerykański koszykarz[179]
  - Renée Geyer – australijska wokalistka jazzowa i soulowa[180]
  - Karol Heidrich – polski inżynier i menedżer, wieloletni prezes Mostostalu Warszawa[181]
  - Richard Oesterreicher – austriacki dyrygent i muzyk jazzowy[182]
  - Edward R. Pressman – amerykański producent filmowy[183]
  - Lucile Randon – francuska zakonnica, superstulatka, najstarsza osoba na świecie[184]
- 16 stycznia
  - Vladas Česiūnas – litewski kajakarz, mistrz olimpijski (1972), czterokrotny mistrz świata[185]
  - Mansour el-Essawy – egipski generał policji i polityk, minister spraw wewnętrznych (2011)[186]
  - Luisa Josefina Hernández – meksykańska pisarka i tłumaczka[187]
  - Gina Lollobrigida – włoska aktorka[188]
  - Włodzimierz Milcarz – polski działacz samorządowy, prezydent Ostrowca Świętokrzyskiego (1981–1990)[189][190]
  - Vladimir Milosavljević – serbski kompozytor[191]
  - Johnny Powers – amerykański wokalistka i gitarzysta tworzący w nurcie rockabilly[192]
  - Brian Tufano – brytyjski operator filmowy[193]
  - Zbigniew Wach – polski wspinacz, taternik[194][195][196]
- 15 stycznia
  - Jane Cederqvist – szwedzka pływaczka[197]
  - Marek Gaszyński – polski tekściarz, dziennikarz i prezenter muzyczny[198][199]
  - Bruce Gowers – brytyjski reżyser i producent telewizyjny[200]
  - Piet van Heusden – holenderski kolarz torowy[201]
  - Wachtang Kikabidze – gruziński aktor, piosenkarz, artysta estradowy[202]
  - Jan Krol – holenderski aktor[203]
  - Mursal Nabizada – afgańska prawniczka, deputowana do parlamentu[204]
  - Gino Odjick – kanadyjski hokeista[205]
  - Rusłan Otwerczenko – ukraiński koszykarz[206]
  - Lloyd Morrisett – amerykański psycholog, współzałożyciel Sesame Workshop oraz współtwórca Ulicy Sezamkowej[207]
  - Karol Mórawski – polski historyk, varsavianista, muzealnik, hungarysta, kierownik Muzeum Woli (1986–2007)[208]
  - Wojciech Petera – polski dziennikarz mediów rolniczych, redaktor naczelny Polskiej Wsi[209]
  - David Redmon – amerykański koszykarz[210]
  - Doris Svensson – szwedzka piosenkarka[211]
  - Gáspár Miklós Tamás – węgierski filozof marksistowski, publicysta i polityk[212]
  - Sevo Tarifa – albański pisarz i publicysta[213]
- 14 stycznia
  - Alireza Akbari – irańsko-brytyjski polityk, oskarżany o szpiegostwo[214]
  - Marek Basiaga – polski poeta, prozaik, krytyk literacki, filmoznawca[215][216]
  - Czesław Bender – polski samorządowiec i rolnik, naczelnik i burmistrz Dobrzynia nad Wisłą (1988–2006)[217]
  - Inna Czurikowa – rosyjska aktorka[218]
  - Jerzy Garniewicz – polski muzyk i piosenkarz, popularyzator kultury kresowej w Polsce[219][220]
  - Carl Horst Hahn – niemiecki przedsiębiorca, prezes Volkswagen Group[221][222]
  - Mukarram Jah – indyjski arystokrata, tytularny władca (Nizam) Hajdarabadu (1967–2023)[223]
  - Przemysław Jałowiecki – polski lekarz, specjalista anestezjologii i intensywnej terapii oraz medycyny ratunkowej, prof. dr hab. n. med., rektor SUM (2012–2020)[224]
  - Krzysztof Nałęcz – polski dziennikarz[225]
  - David Onley – kanadyjski polityk i dziennikarz[226]
  - Lieuwe Westra – holenderski kolarz szosowy[227]
- 13 stycznia
  - Jan Arski – polski dziennikarz, publicysta i animator kultury[228]
  - Reginald Cooray – lankijski polityk i nauczyciel, kilkukrotny minister[229]
  - Ray Cordeiro – hongkoński DJ i aktor pochodzenia portugalskiego[230]
  - Józef Izydorczyk – polski cukiernik, Honorowy Obywatel Strzelec Opolskich[231][232]
  - Zbigniew Kmicic – polski specjalista w zakresie budownictwa, kawaler orderów[233]
  - Gordana Kuić – serbska pisarka[234]
  - Klas Lestander – szwedzki biathlonista, mistrz olimpijski (1960)[235]
  - Laila Mikkelsen – norweska reżyserka filmowa[236]
  - Sławoj Olczyk – polski filozof, dr hab.[237]
  - Marian Pokropek – polski etnograf, prof. dr hab.[238]
  - Rajmund Trykozko – polski fizyk specjalizujący się w fizyce ciała stałego, prof. dr hab.[239]
- 12 stycznia
  - Gerrie Coetzee – południowoafrykański bokser, mistrz świata federacji WBA[240]
  - Biagio Conte – włoski misjonarz[241]
  - Henri De Wolf – belgijski kolarz szosowy[242]
  - Vittorio Garatti – włoski architekt[243]
  - Frene Ginwala – południowoafrykańska polityk i dziennikarka, przewodnicząca Zgromadzenia Narodowego (1994–2004)[244]
  - Paul Johnson – brytyjski dziennikarz, historyk[245]
  - Ełka Konstantinowa – bułgarska literaturoznawczyni, polityk, minister kultury (1991–1992)[246]
  - Maria Piekorz – polska językoznawczyni, wykładowca akademicki[247]
  - Zenon Pigoń – polski polityk i nauczyciel, działacz opozycyjny w PRL, poseł na Sejm X kadencji (1989–1991)[248]
  - Lisa Marie Presley – amerykańska aktorka, piosenkarka i autorka tekstów, córka Elvisa Presleya[249]
  - Leila Saliamowa – rosyjska zawodniczka w skokach do wody[250][251]
  - Charles Treger – amerykański skrzypek i pedagog[252]
  - Sharad Yadav – indyjski polityk, minister branży tekstylnej (1989–1990), lotnictwa cywilnego (1999–2001), pracy (2001–2002), spraw konsumentów i żywności (2002–2004)[253]
- 11 stycznia
  - Teresa Banaś – polska biochemik, prof. dr hab.[254]
  - Carole Cook – amerykańska aktorka[255]
  - Piotr Dziewit – polski dziennikarz[256][257]
  - Piotr Gawron – polski rzeźbiarz, prof. dr hab.[258]
  - Hussein el-Husseini – libański polityk, przewodniczący Zgromadzenia Narodowego (1984–1992)[259]
  - Doming Lam – hongkoński kompozytor pochodzący z Makau[260][261][262]
  - Jan Ludwiczak – polski robotnik, działacz opozycji antykomunistycznej w PRL[263]
  - Ben Masters – amerykański aktor[264]
  - Jerzy Miliczenko – polski lekkoatleta, skoczek wzwyż, medalista mistrzostw Polski, reprezentant Polski[265][266]
  - Rafik Niszonow – uzbecko-radziecki polityk i historyk, przewodniczący Rady Najwyższej Uzbeckiej SRR (1986–1988), I sekretarz Komunistycznej Parti Uzbeckiej SRR (1988–1989), przewodniczący Rady Narodowości ZSRR (1989–1991)[267]
  - Tatjana Patitz – niemiecka modelka, aktorka[268]
  - Murtaza Rachimow – rosyjski polityk i inżynier, prezydent Baszkortostanu (1993–2010)[269]
  - François Roussely – francuski urzędnik państwowy, dyrektor Électricité de France[270]
  - Yukihiro Takahashi – japoński perkusista, wokalista, producent nagrań, aktor; członek Yellow Magic Orchestra[271]
- 10 stycznia
  - Jorge Ballesteros – hiszpański zawodnik sportów strzeleckich, mistrz świata i Europy w strzelectwie[272]
  - Wojciech Bartkowski – polski ratownik górski, naczelnik Górskiego Ochotniczego Pogotowia Ratunkowego (1992–1994)[273]
  - Jeff Beck – brytyjski gitarzysta, członek zespołu The Yardbirds[274]
  - Hans Belting – niemiecki historyk i teoretyk sztuki[275]
  - Gaudenzio Bernasconi – włoski piłkarz, reprezentant kraju[276]
  - István Deák – węgierski historyk[277]
  - Adam Dunalewicz – polski dziennikarz i urzędnik państwowy, zastępca rzecznika prasowego rządu (1984–1989)[278]
  - José Evangelista – hiszpański kompozytor[279]
  - Władysław Fedorowicz – polski etnograf, muzealnik i działacz społeczny, dyrektor Muzeum Regionalne w Krasnymstawie (1975–2011)[280][281][282]
  - He Ping – chiński reżyser filmowy[283]
  - Traudl Hecher – austriacka narciarka alpejska[284]
  - Ireneusz – grecki duchowny prawosławny, patriarcha Jerozolimy (2001–2005)[285]
  - Konstantyn II – grecki władca, ostatni król Grecji w latach (1964–1973), złoty medalista olimpijski w żeglarskiej klasie Dragon[286]
  - Antonina Kowtunow – polska śpiewaczka operowa (sopran)[287]
  - Edmund Kuklewski – polski działacz konspiracji niepodległościowej w czasie II wojny światowej, powstaniec warszawski, Honorowy Obywatel Gminy Jabłonna[288]
  - Stanisław Maj – polski lekarz hematolog, prof. dr hab.[289]
  - George Pell – australijski duchowny rzymskokatolicki, arcybiskup metropolita Melbourne (1996–2001) i Sydney (2001–2014), kardynał, prefekt Sekretariatu ds. Gospodarczych Stolicy Apostolskiej (2014–2019)[290]
  - Andrzej Ustjan – polski architekt[291]
  - Jerzy Wilkin – polski profesor, dr hab. dr h. c. mult., ekonomista, badacz rozwoju wsi i rolnictwa, filozof ekonomii[292].
- 9 stycznia
  - Séamus Begley – irlandzki muzyk folkowy[293]
  - Max Chantal – francuski rugbysta, reprezentant kraju[294]
  - Alain Da Costa – gaboński trener piłkarski[295]
  - Melinda Dillon – amerykańska aktorka[296]
  - Stanisław Gadomski – polski duchowny rzymskokatolicki, ksiądz kanonik, Honorowy Obywatel Miasta Ostrów Mazowiecka[297][298][299]
  - Paweł Kamniew – rosyjski konstruktor, kierownik naukowy koncernu zbrojeniowego Ałmaz-Antiej[300]
  - Adolfo Kaminsky – francuski fotograf i fałszerz[301]
  - Magnar Mangersnes – norweski organista i dyrygent chóru[302]
  - Yoriaki Matsudaira – japoński kompozytor[262]
  - Ferenc Mészáros – węgierski piłkarz[303]
  - Lesego Motsumi – botswańska polityk i dyplomatka, minister zdrowia i prac publicznych[304]
  - Karl Alexander Müller – szwajcarski fizyk, laureat Nagrody Nobla (1987)[305]
  - Wacław Sadkowski – polski krytyk literacki, eseista i tłumacz[306]
  - Charles Simic – serbski poeta, laureat Nagrody Pulitzera w dziedzinie poezji[307]
  - Lech Stefański – polski działacz konspiracji niepodległościowej w czasie II wojny światowej, działacz sportowy i kombatancki, prezes Arki Gdynia (1972–1978)[308]
  - Jacek Zienkiewicz – polski matematyk, dr hab.[309]
- 8 stycznia
  - Gundars Bērziņš – łotewski inżynier, rolnik, polityk, minister finansów (2000–2002), minister zdrowia (2004–2007)[310]
  - Bogdan Ciesielski – polski muzyk jazzowy, multiinstrumentalista, aranżer, kompozytor[311]
  - Krzysztof Donabidowicz – polski fotograf[312]
  - Borislav Dević – serbski lekkoatleta, biegacz[313]
  - Roberto Dinamite – brazylijski piłkarz[314]
  - Jack W. Hayford – amerykański pastor zielonoświątkowy, kompozytor i pisarz[315]
  - Lidia Jackiewicz-Kozanecka – polska chemik i polityk, posłanka na Sejm PRL VIII kadencji[316]
  - Władysław Kaim – polski bokser[317]
  - Bernard Kalb – amerykański dziennikarz i krytyk[318]
  - Ray Middleton – brytyjski lekkoatleta, chodziarz[319]
  - Christiane Papon – francuska polityk, deputowana krajowa i europejska[320]
  - Luis Gabriel Ramírez Díaz – kolumbijski duchowny rzymskokatolicki, biskup El Banco (2014–2021) i Ocaña (2021–2023)[321]
  - Eugenia Rzążewska – polska piłkarka ręczna, medalistka mistrzostw Polski[322]
  - Gieorgij Szajduko – rosyjski żeglarz sportowy, srebrny medalista olimpijski z Atlanty[323]
  - Adriaan Vlok – południowoafrykański polityk, minister ds. prawa i porządku (1986–1991) i więziennictwa (1991–1994)[324]
- 7 stycznia
  - Russell Banks – amerykański pisarz i poeta[325]
  - Stefan Brzózka – polski szachista[326]
  - Joachim Glensk – polski literaturoznawca, prasoznawca[327]
  - Mikołaj Haremski – polski reżyser i scenarzysta filmów oraz seriali dokumentalnych i fabularnych[328]
  - William S. W. Lim – singapurski architekt[329]
  - Modeste M’Bami – kameruński piłkarz, mistrz olimpijski (2000)[330]
  - Miki Memišević – bośniacki aktor[331]
  - Philemon Mulala – zambijski piłkarz[332]
  - Adam Rich – amerykański aktor[333]
  - Ken Scotland – szkocki rugbysta, reprezentant kraju[334]
  - Gian Pietro Testa – włoski dziennikarz, pisarz i poeta[335]
- 6 stycznia
  - Sadiq al-Ahmar – jemeński przywódca plemienny i polityk, jeden z przywódców rewolucji w Jemenie z 2011[336]
  - Benjamin Almoneda – filipiński duchowny rzymskokatolicki, biskup Daet (1991–2007)[337]
  - Omar Berdiýew – turkmeński piłkarz[338]
  - Jerzy Charytonowicz – polski architekt wnętrz, prof. dr hab. inż.[339]
  - Gervasio Gestori – włoski duchowny rzymskokatolicki, biskup San Benedetto del Tronto-Ripatransone-Montalto (1996–2013)[340]
  - Józef Janoszek – polski działacz społeczny, prezes Towarzystwa Miłośników Ziemi Żywieckiej[341][342]
  - Mieczysław Koziński – polski specjalista w zakresie bezpieczeństwa państwa, dr hab., pułkownik WP[343]
  - Michael Levin – amerykański aktor[344]
  - Annette McCarthy – amerykańska aktorka[345][346]
  - Paula Quintana – chilijska socjolog, polityk, minister planowania (2008–2010)[347]
  - Roman Rogowski – polski duchowny katolicki, teolog[348]
  - Owen Roizman – amerykański operator filmowy[349]
  - Dick Savitt – amerykański tenisista[350]
  - Jānis Vagris – łotewski działacz komunistyczny i inżynier, przewodniczący Rady Najwyższej Łotewskiej SRR (1985–1988), I sekretarz Komunistycznej Partii Łotwy (1988–1990)[351]
  - Gianluca Vialli – włoski piłkarz, trener[352]
- 5 stycznia
  - Magomied Abdulajew – rosyjski polityk, premier Dagestanu (2010–2013)[353]
  - Jerzy Blancard – polski architekt i samorządowiec[354]
  - Earl Boen – amerykański aktor[355]
  - Ernesto Castano – włoski piłkarz[356]
  - Herbert Gintis – amerykański ekonomista, specjalista ekonomii behawioralnej[357]
  - Kim Deok-ju – południowokoreański prawnik, prezes Sądu Najwyższego Korei Południowej (1990–1993)[358]
  - Jerzy Lukszyn – polski językoznawca i rusycysta, prof. dr hab.[359]
  - Russell Pearce – amerykański polityk, przewodniczący Senatu Arizony (2011)[360]
  - Michael Snow – kanadyjski artysta multimedialny i reżyser filmowy[361]
  - Dušan Veličković – serbski pisarz i dziennikarz[362]
- 4 stycznia
  - Michel Ferté – francuski kierowca wyścigowy[363]
  - Sim Wong Hoo – singapurski przedsiębiorca, założyciel Creative Technology[364]
  - Zoran Kalezić – serbsko-czarnogórski piosenkarz[365]
  - Jerzy Krzekotowski – polski prawnik, działacz społeczny i polityczny, dwukrotny kandydat na prezydenta Warszawy[366]
  - Sławomir Maciejowski – polski wioślarz, olimpijczyk z Monachium 1972[367]
  - Rosi Mittermaier – niemiecka narciarka alpejska, mistrzyni olimpijska (1976)[368]
  - Géza Morcsányi – węgierski aktor, pisarz i dramaturg[369]
  - Jan Podhorski – polski działacz kombatancki, żołnierz Narodowych Sił Zbrojnych, powstaniec warszawski, generał brygady WP w stanie spoczynku[370]
  - Wołodymyr Radczenko – ukraiński generał, polityk, szef Służby Bezpieczeństwa Ukrainy (1995–1998, 2001–2003)[371]
  - Hans Rebele – niemiecki piłkarz[372]
  - Ralph Stonor – brytyjski bankier, arystokrata, lord szambelan (1998–2000)[373]
  - Miiko Taka – amerykańska aktorka pochodzenia japońskiego[374]
  - Fay Weldon – brytyjska pisarka[375]
  - Stefan Wojnecki – polski fotograf, teoretyk fotografii[376]
- 3 stycznia
  - Jean-Marie André – belgijski chemik, specjalista chemii fizycznej i teoretycznej[377]
  - Karim Bennani – marokański malarz[378]
  - Rusłan Chasbułatow – rosyjski ekonomista, polityk[379]
  - Ib Christensen – duński polityk i psycholog, parlamentarzysta krajowy (1973–1975, 1977–1981), eurodeputowany (1984–1994)[380]
  - Walter Cunningham – amerykański pilot wojskowy, astronauta[381]
  - Mariusz Światogór – polski zawodnik rugby, reprezentant Polski[382]
  - Bessie Hendricks – amerykańska superstulatka, w momencie poprzedzającym śmierć była najstarszą zweryfikowaną osobą zamieszkałą w USA[383]
  - Wacław Leksiński – polski matematyk, dr n. mat., kawaler orderów[384]
  - Christian Aaron Lewandowski – polsko-amerykański literaturoznawca, wykładowca akademicki, dr hab.[385]
  - Abd as-Salam al-Madżali – jordański lekarz wojskowy, otorynolaryngolog, premier Jordanii (1993–1995, 1997–1998)[386]
  - Kazimierz Madziała – polski organista i pedagog, prof. dr hab.[387]
  - Notis Mawrudis – grecki gitarzysta i kompozytor[388]
  - Mitică Popescu – rumuński aktor[389]
  - Alan Rankine – szkocki gitarzysta, członek zespołu The Associates[390]
  - Nicolás Redondo – hiszpański polityk i działacz związkowy[391]
  - Norbert Werbs – niemiecki duchowny rzymskokatolicki, biskup pomocniczy Hamburga (1994–2015)[392]
  - Ljuben Zidarow – bułgarski artysta wizualny[393]
- 2 stycznia
  - Lincoln Almond – amerykański polityk i prawnik, gubernator Rhode Island (1995–2003)[394]
  - Ken Block – amerykański kierowca rajdowy[395]
  - Catherine David – francusko-amerykańska pisarka[396]
  - Andrew Downes – brytyjski kompozytor[397]
  - Wiktor Fajnberg – rosyjski językoznawca, lingwista, dysydent[398]
  - Zbigniew Faltus – polski dyplomata i ekonomista, chargé d’affaires PRL w Urugwaju (1987)[399]
  - Frank Galati – amerykański reżyser i scenarzysta[400]
  - Kurt Horres – niemiecki reżyser[401]
  - John Huo Cheng – chiński duchowny rzymskokatolicki, biskup Fenyang (1991–2023)[402]
  - Ryszard Krajewski – polski piłkarz, hokeista, trener piłkarski[403]
  - Stefan Kruk – polski teatrolog, wykładowca akademicki[404]
  - Suzy McKee Charnas – amerykańska pisarka science fiction i fantasy[405]
  - Dumitru Radu Popescu – rumuński pisarz, poeta, polityk[406]
  - Jan Rowiński – polski dyplomata, sinolog, badacz stosunków międzynarodowych[407]
  - Ted „Kingsize” Taylor – brytyjski piosenkarz i gitarzysta[408][409]
  - Inez Wiatr – polska geolog, prof. dr hab. inż.[410]
- 1 stycznia
  - Gangsta Boo – amerykańska raperka[411]
  - Martin Davis – amerykański matematyk[412]
  - Wiktor Iwanienko – rosyjski generał major, szef KGB (1991)[413]
  - Patryk Kalski – polski przedsiębiorca, trener sportowy, wykładowca akademicki[414]
  - Kadri Mälk – estońska artystka i projektantka biżuterii[415]
  - Frank McGarvey – szkocki piłkarz[416]
  - Irena Nowołowska – polska literaturoznawczyni, działaczka kresowa[417]
  - Lise Nørgaard – duńska scenarzystka i dziennikarka[418]
  - Jacques Sereys – francuski aktor[419]
  - Lázaro Valdés – kubański pianista jazzowy[420]
  - Fred White – amerykański perkusista[421]

- data dzienna nieznana
  - Robbie Bachman – kanadyjski perkusista, członek zespołu Bachman-Turner Overdrive[422]
  - Jerzy Korsztyn – polski aktor teatralny i filmowy, dubbingowiec[423][424]
  - Andrzej Pągowski – polski śpiewak operowy[425][426]
  - Gabriel Plaminiak – polski działacz opozycji demokratycznej w okresie PRL, kawaler orderów[427]
  - Mariusz Prasał – polski dziennikarz, aktor i lektor[428]
  - Siergiej Uwicki – rosyjski zawodnik karate[429][430][431]